# Emma Patricia Gómez Ruíz
Emma Patricia Gómez Ruíz es una bióloga, investigadora y profesora mexicana. 
Imparte clases en la Facultad de Ciencias Biológicas en la Universidad Autónoma de Nuevo León (UANL). Sus líneas de investigación son la ecología, mastozoología y la biología de la conservación.

## Trayectoria
Estudió la carrera de biología en la Universidad Autónoma de Nuevo León. Obtuvo el grado de maestra en ciencias en el Centro Interdisciplinario de Investigación para el Desarrollo Integral Regional (CIIDIR) Unidad Durango, por el Instituto Politécnico Nacional (IPN).
Realizó sus estudios de doctorado en vida silvestre en la Universidad de Texas A&M, en el Departamento de Vida Silvestre y Ciencias Pesqueras, formó parte del programa de Ciencias de la Biodiversidad Aplicada. Su investigación se enfocó en identificar sitios prioritarios para la conservación de los murciélagos nectarívoros que polinizan plantas que se encuentran en alguna categoría de riesgo en los ecosistemas áridos y semiáridos del norte de México y el sur de Estados Unidos. Su investigación recibió apoyo de distintas organizaciones y fundaciones internacionales como la Organización Internacional de Conservación del Murciélago (Bat Conservation International) y el Fondo de Conservación de Especies Mohamed bin Zayed (The Mohamed bin Zayed Species Conservation Fund), entre otros.
Inició su carrera como profesora en la Facultad de Ciencias Biológicas en la Universidad Autónoma de Nuevo León en agosto de 2017; imparte las materias de biodiversidad de cordados, etología, biología de cordados, tecnologías limpias y cambio climático.
Desde 2017 es miembro de la Sociedad Americana de Mastozoología (American Society of Mammalogists).

## Reconocimientos
En 2013 recibió el Premio a la Investigación Joven que concede la Global Biodiversity Information Facility (GBIF) por su investigación realizada durante su doctorado en la Universidad de Texas A&M, en el cual trabajó con el quiróptero Leptonycteris nivalis, con el fin de comprender la ruta migratoria del murciélago y de esta manera ayudar a la conservación de la especie.
En 2015 la North American Pollinator Protection Campaign le otorgó el Premio a la Defensa de los Polinizadores (Pollinator Advocate Award) por su trabajo para la conservación de los hábitats de los murciélagos polinizadores.
Obtuvo la Beca para Mujeres en la Ciencia en 2018 otorgada por L'Oréal, UNESCO, el Consejo Nacional de Ciencia y Tecnología y la Academia Mexicana de Ciencias por su investigación Ecología y conservación de murciélagos polinizadores de plantas clave en zonas áridas.
En 2020 recibió el Premio Oliver P. Pearson, el cual es otorgado cada año a un joven profesional que ocupe un puesto académico en una institución latinoamericana dentro de los cinco años de haber recibido un doctorado o grado equivalente.

## Publicaciones
Emma Patricia Gómez ha publicado 15 artículos de investigación, entre los más recientes se encuentran:
- 2019, Climate change, range shifts, and the disruption of a pollinator-plant complex.
- 2019, The functional roles of mammals in ecosystems.